# Jan Corneliszoon Rijp
Jan Corneliszoon Rijp (* circa 1570 in den Niederlanden; † nach 1613) war ein niederländischer Schiffsführer am Ende des 16. und am Beginn des 17. Jahrhunderts.

## Leben
Rijp ist am besten bekannt durch seine Reisen mit dem niederländischen Polarforscher Willem Barents bei der Suche nach der Nordostpassage, um die Auseinandersetzungen mit den Kriegsschiffen der Portugiesischen und Spanischen Flotten auf dem Weg nach Indien und in den Fernen Osten zu vermeiden.
Im Mai 1596 wurde Rijp zum Kapitän des zweiten Schiffs ernannt, das von niederländischen Kaufleuten zur Erforschung der Nordostpassage ausgerüstet worden war. Das erste Schiff stand unter dem Kommando von Jacob van Heemskerk. Barents war der Lotse der Expedition. Nach der Entdeckung der Insel Spitzbergen wurden die Schiffe an der Weiterfahrt durch Packeis gehindert. Barents entschloss sich nach Osten abzudrehen und die Nordspitze von Nowaja Semlja zu umsegeln, das er vorher im Jahre 1594 schon einmal erreicht hatte. Rijp weigerte sich, diesem Vorschlag zu folgen, da er die Gefahren des arktischen Winters richtig einschätzte, und segelte in die Niederlande zurück. Barents wurde im Norden Nowaja Semljas vom Eis eingeschlossen und musste überwintern. Das Schiff ging verloren und die Mannschaft musste  die Rückreise in den Süden im Juni 1597 in zwei Beibooten antreten. Barents starb auf dieser Fahrt. Vor der Halbinsel Kola in der Nähe der heutigen Stadt Murmansk wurden die Überlebenden von Rijp aufgenommen und zurück in die Niederlande gebracht, wo sie am 29. Oktober eintrafen.